# Commandos: Beyond the Call of Duty
Commandos: Beyond the Call of Duty o Mas Allá del Deber es el segundo juego de la saga Commandos y continuación de Commandos: Behind Enemy Lines. Incluye 8 misiones más y una ligera mejora en los gráficos.

## Requerimientos
Para PC requiere lo mismo que el Commandos: Behind Enemy Lines o "Detrás de las Líneas Enemigas", Windows 95 o 98, memoria ram de 56MB o mejor, un disco rígido de 450mb o mejor, y un simple procesador y acelerador gráfico.

## Características
En esta saga aparece un nuevo comando llamado el "contacto holandés", una espía que aparece en la última misión. También aparecen nuevas habilidades y armas para los comandos, como por ejemplo: la habilidad de arrojar piedras (todos los comandos pueden hacer esto para distraer al enemigo), arrojar cigarrillos (también para distracción), los comandos pueden controlar a enemigos que estén aturdidos amenazándolos con un arma, el Boina Verde y el Espía tienen esposas para esposar a enemigos noqueados, y además de esto el Espía tiene cloroformo para dormir a enemigos y un rifle  kar98k (se consigue cuando se roba un traje de soldado). El Conductor obtiene una porra para golpear a los enemigos.